# Trente Tyrans (Rome)
Pour les articles homonymes, voir Trente Tyrans.
Pour les Trente Tyrans d'Athènes, en -404, voir Les Trente.

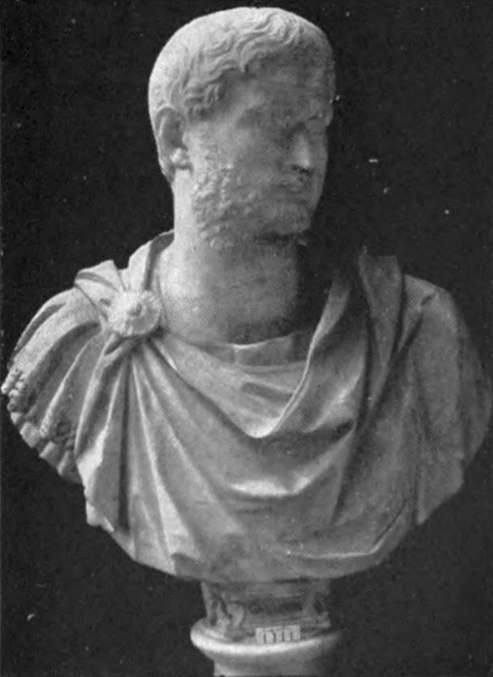
Buste de Gallien

On appelle les Trente Tyrans, dans l'Empire romain, une série d'usurpateurs du pouvoir romain qui ont ou auraient vécu au IIIe siècle de notre ère, à l'époque de Valérien, de Gallien, de Claude II le Gothique et d'Aurélien entre 253 et 270. Malgré ce nom qui leur est donné dans une liste établie dans l'Histoire Auguste, seuls dix-sept sont confirmés, notamment par leurs émissions monétaires et parce qu'ils furent évoqués dans les abréviateurs du IVe siècle, notamment Aurélius Victor. 

## Analyse historique
Le pseudo Trebellius Pollion annonce à la fin de sa Vies des deux Galliens qu'il va regrouper dans une vie suivante les biographies de vingt usurpateurs (ou tyrans selon sa terminologie) entrés en rébellion contre Gallien, soit autour des années 260. Il précise  aussitôt qu'il en ajoutera d'autres dans le livre qu'il intitule Les trente tyrans. Le choix de ce titre renvoie aux Trente Tyrans d'Athènes, connus des lettrés romains, cités par Cicéron dans sa correspondance et par Valère Maxime. Le parallélisme est complètement artificiel, comme l'a souligné Edward Gibbon : « Quelle ressemblance entre un conseil de trente personnes réunies pour opprimer une seule ville et une liste incertaine de rivaux indépendants dont l'élévation et la chute se succédaient sans aucun ordre dans l'étendue d'une vaste monarchie ».
L'auteur puise les éléments avérés chez les historiens Dexippe, Aurelius Victor et Eutrope.

## Liste
La liste des trente tyrans de l'Histoire Auguste comporte initialement trente noms, dont  deux femmes, présentés dans l'ordre suivant :
1. Cyriadès : mentionné par Ammien Marcellin puis les auteurs byzantins sous le nom de Mariadès[7]
2. Postumus ou Postume
3. Postumus Junior ou Postume le Jeune (existence douteuse)
4. Laelianus ou Lélien
5. Victorinus
6. Victorinus le Jeune (en) (existence douteuse)
7. Marius, ou Marcus Aurelius Marius
8. Ingenuus (260), Decimus Lælius Ingenuus
9. Regilianus ou Regalianus, Publius Cassius Regalianus
10. Auréolus, Manius Acilius Aureolus (268)
11. Macrianus ou Macrien, Fulvius Macrianus ou Macrianus Maior (261)
12. Macrianus Junior ou Macrien le Jeune, ou Titus Fulvius Iunius Macrianus (261)
13. Quietus ou Quiétus, ou Titus Fulvius Iunius Quietus (261)
14. Odenatus ou Odénat ou Septimius Odaenathus (267)
15. Herodes ou Herodianus ou Septimius Udhayn (267)
16. Maeonius  (existence douteuse) ou Maconius (mort en 266-267)
17. Ballista ou Balliste ou Baista Callistus (261)
18. Valens
19. Valens l'Ancien (existence douteuse)
20. Pison (existence douteuse)
21. Æmilianus ou Émilien ou Mussius Aemilianus (261)
22. Saturninus (existence douteuse)
23. Tetricus, dit l'Ancien ou Caius Pius Esuvius Tetricus
24. Tetricus II, dit le Jeune  ou Caius Pius Esuvius Tetricus
25. Trebellianus ou Trébellien (existence douteuse)
26. Herennianus, Septimius Herodianus (?), fils supposé de Zénobie et Odénat (220-267), existence douteuse[8].
27. Timolaus ou Timolaüs, ou Wahballat, frère du précédent, idem.
28. Celsus (usurpateur) (en), usurpateur pendant une semaine en Afrique, existence douteuse[9].
29. Zenobia ou Zénobie
30. Victoria ou Victorine (existence douteuse)

Après avoir déclaré figurer deux femmes parmi sa liste pour se moquer de Gallien, l'auteur déclare ajouter deux noms hors de la période considérée pour avoir trente tyrans masculins et être conforme au titre de cette partie. 
1. Titus, au début du règne de Maximin le Thrace en 235, identifié à Quartinus cité par Hérodien
2. Censorinus, prétendument sous Claude II (existence douteuse)[11]

### Source
- (la + fr) Auteur inconnu (trad. du latin par André Chastagnol), Histoire Auguste, Paris, Robert Laffont, coll. « Bouquins », 1994, 1244 p. (ISBN 2-221-05734-1)